# Emtmannsberg
Emtmannsberg – miejscowość i gmina w Niemczech, w kraju związkowym Bawaria, w rejencji Górna Frankonia, w regionie Oberfranken-Ost, w powiecie Bayreuth, wchodzi w skład wspólnoty administracyjnej Weidenberg. Leży przy autostradzie A9, drodze B2 i B85.
Gmina położona jest 8 km na południowy wschód od centrum Bayreuth, 52 km na wschód od Bambergu i 60 km na północny wschód od Norymbergi.

## Dzielnice
W skład gminy wchodzą dzielnice: 
| - Amoslohe - Birk - Bühl - Eichen - Eichhammer - Eichschlag - Emtmannsberg - Fickmühle - Gampelmühle - Gottelhof | - Hauendorf - Hühl - Linhardtshaus - Oberölschnitz - Reuthaus - Schamelsberg - Seidelmühle - Troschenreuth - Unterölschnitz - Wiedent |

## Polityka
Wójtem od 2002 jest Thomas Kreil (CSU/Niezrzeszona Lista Obywatelska), jego poprzednikiem był Hermann Benker. Rada gminy składa się z 13 członków: